# Войцешиці (Любуське воєводство)
Войцешиці (пол. Wojcieszyce, нім. Wormsfelde) — село в Польщі, у гміні Клодава Ґожовського повіту Любуського воєводства.
Населення — 956 осіб (2011).
У 1975-1998 роках село належало до Гожовського воєводства.

## Демографія
Демографічна структура станом на 31 березня 2011 року:
|          | Загалом | Допрацездатний вік | Працездатний вік | Постпрацездатний вік |
| -------- | ------- | ------------------ | ---------------- | -------------------- |
| Чоловіки | 485     | 106                | 349              | 30                   |
| Жінки    | 471     | 99                 | 305              | 67                   |
| Разом    | 956     | 205                | 654              | 97                   |